# Notodiaptomus dentatus
Notodiaptomus dentatus is een eenoogkreeftjessoort uit de familie van de Diaptomidae. De wetenschappelijke naam van de soort is voor het eerst geldig gepubliceerd in 2001 door Paggi.